# Lini Söhnchen
Pauline Ida „Lini“ Söhnchen (* 19. Juli 1897 in Witten; † 2. Juni 1978 in Osnabrück) war eine deutsche Wasserspringerin, mehrfache deutsche Meisterin, Vize-Europameisterin und Olympiateilnehmerin.

## Sportliche Karriere
Die Wasserspringerin startete für den Schwimmverein Neptun Osnabrück und anschließend für den Schwimmverein ABTS Bremen. In der olympischen Disziplin Kunstspringen startete sie bei Meisterschaften stets vom Drei-Meter-Brett und wurde acht Mal deutsche Meisterin (Neptun Osnabrück 1921 und 1922 sowie ABTS Bremen 1924, 1925, 1926, 1927, 1928 und 1929).
Im Jahr 1927 belegte Lini Söhnchen in Bologna bei den Schwimmeuropameisterschaften den zweiten Platz. 1928 nahm die Wasserspringerin an den Olympischen Sommerspielen in Amsterdam teil und belegte Rang sechs in ihrer Disziplin.